# Bourgas
Bourgas ou Burgas (en bulgare : Бургас) est une ville de 200 271 habitants (31 décembre 2010), située dans l'oblast de Bourgas, au bord de la mer Noire. S'y trouve le plus important port de la Bulgarie, et un complexe pétrolier. Bourgas possède une maison de jeu, un théâtre, une philharmonie, une galerie d'art, une université, un établissement d'enseignement supérieur et des instituts de recherche.

## Géographie

### Climat
À Bourgas, le climat pontique de la mer Noire est de type continental humide avec des hivers rigoureux et enneigés et des étés méditerranéens. Les tempêtes de neige, venant du Nord-Est, sont fréquentes en février et les températures moyennes chutent entre 0 et 7 °C. Les étés sont chauds, généralement secs et ensoleillés avec parfois quelques orages nocturnes, et les températures montent entre 20 et 30 °C mais peuvent atteindre 40 °C lors d'épisodes caniculaires en août. L'automne est la saison la plus pluvieuse et la plus douce, avec des précipitations plus fréquentes en septembre et octobre prenant très souvent la forme d'épisodes orageux violents.

### Géographie humaine
| 1926 | 1934 | 1946 | 1956 | 1965 | 1975 | 1985 | 1992 | 2001 |
| ---- | ---- | ---- | ---- | ---- | ---- | ---- | ---- | ---- |
| -    | -    | -    | -    | -    | -    | -    | -    | -    |

| 2011    | 2021    | 2022    | - | - | - | - | - | - |
| ------- | ------- | ------- | - | - | - | - | - | - |
| 199 484 | 198 035 | 188 242 | - | - | - | - | - | - |

,,

## Histoire
Bourgas aurait été fondée par les colons grecs d'Apollonia (l'actuelle Sozopol) sous le nom  de Pyrgos (Πύργος, « tour, fort » en grec). Durant la période romaine, elle prit le nom de Deultum, et sous Vespasien, au Ier siècle, devînt une colonie militaire pour des vétérans. À l'époque byzantine, sous les différentes dominations bulgares médiévales et jusqu'au XVIIe siècle, la ville portait le nom d’Achélôos. L’Empire Ottoman y construisit une forteresse et renomma la ville Boğaz (« étroiture ») d'où vient le nom actuel de Bourgas. En 1878, la ville se trouve en Roumélie orientale, province ottomane autonome à majorité bulgare. En 1890, une ligne de chemin de fer entre Plovdiv et Bourgas est inaugurée. En 1885 cette province rejoint la Bulgarie dont l'indépendance est internationalement reconnue en 1908 : la ville ne comptait alors que 3 000 habitants en majorité grecs. À la fin du XIXe siècle, des sociétés chimiques de transformation des huiles s'implantent. À proximité de la ville existaient des mines de sel et de fer.

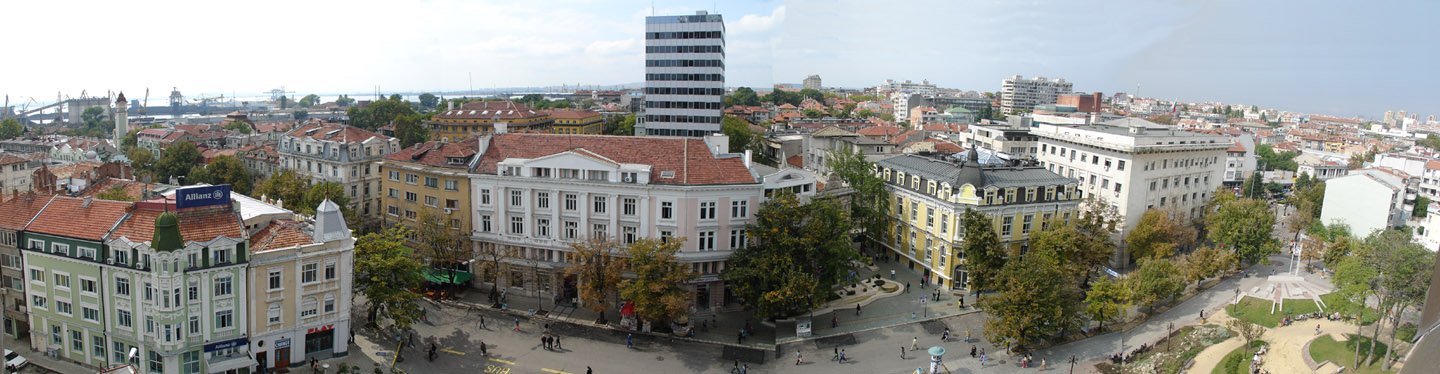
La rue Aleksandrovska à Bourgas.

La ville prend vraiment son essor avec la construction du port de commerce. Après l'arrivée des communistes au pouvoir, la ville s'agrandit et devient le premier complexe industriel-portuaire du pays, créé quasiment ex nihilo à la place d'anciens limans asséchés et de trois petits villages de pêcheurs pontiques : Kastiacion, Skafida et Rossokastro. Bourgas est alors la quatrième ville du pays. L'architecture est typique des villes soviétiques à l'exception du centre minuscule qui abrite quelques trésors patrimoniaux.

### L'attentat de 2012
Le 18 juillet 2012, à l'aéroport de Bourgas, un autocar avec quarante-deux touristes israéliens, principalement des jeunes en provenance de Tel-Aviv se rendant à leurs hôtels, est victime d'un attentat-suicide. Cinq Israéliens et le chauffeur bulgare sont tués, trente-deux Israéliens sont blessés. Le 20 juillet 2012, le New York Times rapporte que les autorités américaines ont identifié le terroriste comme un membre du Hezbollah, ce qui est confirmé par les autorités bulgares en février 2013.

## Administration

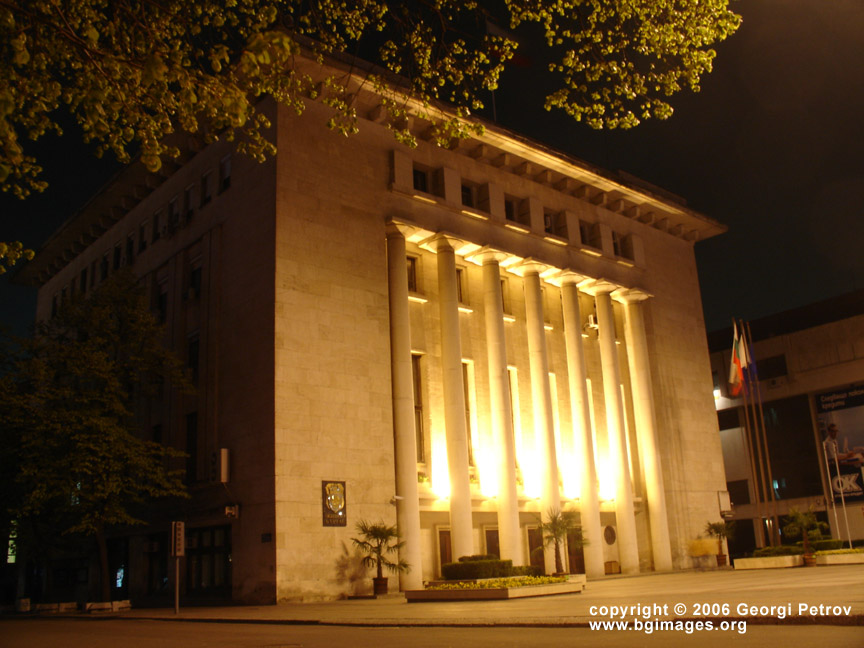
La mairie

### Structure administrative
La commune de Bourgas (obchtina Bourgas) comprend 2 villes – Bourgas et Balgarévo – et 13 villages : Banévo (Банево) · Bratovo (Братово) · Bryastovec (Брястовец) · Dimtchévo (Димчево) · Draganovo (Драганово) · Izvorichte (Изворище) · Marinka (Маринка) · Mirolubovo (Миролюбово) · Ravnets (Равнец) · Roudnik (Рудник) · Tcherno moré (Черно море) · Tvarditsa (Твърдица) · Vetrène (Ветрен).

### Jumelages
La ville de Bourgas est jumelée avec : 
| Ville | Ville                            | Pays | Pays         | Période                   |
| ----- | -------------------------------- | ---- | ------------ | ------------------------- |
|       | Aksaray                          |      | Turquie      |                           |
|       | Alexandroúpoli                   |      | Grèce        |                           |
|       | Batoumi,                         |      | Géorgie      | depuis le 4 novembre 2009 |
|       | Brașov,                          |      | Roumanie     | depuis 2013               |
|       | district administratif sud-ouest |      | Russie       |                           |
|       | Dnipro                           |      | Ukraine      |                           |
|       | Gdańsk                           |      | Pologne      | depuis le 13 juin 2023    |
|       | Homiel,                          |      | Biélorussie  | depuis le 14 juillet 1998 |
|       | Iaroslavl                        |      | Russie       | depuis 2018               |
|       | Krasnodar,                       |      | Russie       | depuis 1974               |
|       | Miskolc                          |      | Hongrie      |                           |
|       | Mykolaïv                         |      | Ukraine      | depuis avril 2022         |
|       | oblast de Moscou                 |      | Russie       |                           |
|       | Omsk                             |      | Russie       |                           |
|       | Pavlodar                         |      | Kazakhstan   | depuis 2022               |
|       | Poti                             |      | Géorgie      |                           |
|       | Rijeka                           |      | Croatie      | depuis 2008               |
|       | Rotterdam                        |      | Pays-Bas     | depuis 1976               |
|       | San Francisco                    |      | États-Unis   |                           |
|       | Sarıyer                          |      | Turquie      |                           |
|       | Ulsan                            |      | Corée du Sud | depuis 2017               |
|       | Vologda,                         |      | Russie       | depuis le 28 mai 2012     |
|       | Yalova                           |      | Turquie      |                           |
|       | Yantai                           |      | Chine        |                           |

## Économie
Bourgas possède un aéroport (code AITA : BOJ).

### Tourisme
La région de Bourgas constitue par ailleurs un important pôle touristique : c'est le cœur de la « Côte du Soleil » (conurbation de Ravda, Nessebar, Sunnybeach, Sveti Vlas et Elenite). Les infrastructures hôtelières modernes et les sports nautiques contribuent fortement au développement touristique de la région. La ville accueille les étés des concours de châteaux de sable géants.

### Industrie
Bourgas est le siège de la raffinerie de pétrole Neftochim qui appartient au groupe russe Lukoil.

## Personnalités
- Georgi Kostadinov (1950-), boxeur, champion olympique en 1972, est né à Bourgas.
- Belka Beleva (1927-2012), actrice et espérantiste bulgare.
- Anton Dontchev (1930-2022), écrivain bulgare.